# 日本パレットプール
日本パレットプール株式会社（英: NIPPON PALLET POOL CO.,LTD.）は、大阪府大阪市北区に本社を置く主に物流機器パレットのレンタルを行っている企業。NPPとも呼ばれている。

## 概要
パレットその他の荷役機器のレンタル並びにプール運営と一貫パレチゼーションの推進に関する事業を実施している。

## 沿革
- 1972年5月 - 会社設立。
- 1997年11月 - 株式を日本証券業協会への店頭登録。
- 2004年12月 - 店頭登録を取消し、ジャスダック証券取引所に株式を上場